# Patrick (piłkarz)
Patrick Bezerra do Nascimento (ur. 29 lipca 1992 w Rio de Janeiro) – brazylijski piłkarz występujący na pozycji środkowego lub lewego pomocnika, od 2024 roku zawodnik Santosu.